# Johs Bråthen Herland
Johs Bråthen Herland (23 ottobre 2003) è uno sciatore alpino norvegese.

## Biografia
Specialista delle prove tecniche attivo dal novembre del 2019, Herland ha esordito in Coppa Europa il 7 gennaio 2022 a Berchtesgaden in slalom speciale, senza completare la gara, e ai Mondiali juniores di Alta Savoia 2024 ha vinto la medaglia d'oro nella gara a squadre; non ha debuttato in Coppa del Mondo e non ha preso parte a rassegne olimpiche o iridate.

## Palmarès

### Mondiali juniores
- 1 medaglia:
  - 1 oro (gara a squadre ad Alta Savoia 2024)

### Coppa Europa
- Miglior piazzamento in classifica generale: 161º nel 2024

### Nor-Am Cup
- Miglior piazzamento in classifica generale: 2º nel 2025
- 3 podi:
  - 2 secondi posti
  - 1 terzo posto

### Campionati norvegesi
- 1 medaglia:
  - 1 argento (supergigante nel 2024)